# Eucyclops viridis
Eucyclops viridis – gatunek widłonoga z rodziny Cyclopidae. Opisała go w 1919 roku australijska zoolog Marguerite Henry (1895–1982), nadając mu nazwę Leptocyclops viridis. Miejsce typowe to Kendall w australijskim stanie Nowa Południowa Walia.